# Star vs. the Forces of Evil
Star vs. the Forces of Evil (Star vs. las Fuerzas del Mal en Hispanoamérica y Star contra las Fuerzas del Mal en España) es una serie de televisión animada estadounidense producida por Disney Television Animation para Disney XD. Se lanzó al aire un preestreno el 18 de enero de 2015 en Disney Channel, pero oficialmente se estrenó el 30 de marzo de 2015 en Disney XD. En Latinoamérica, la serie se preestrenó en Disney XD el 22 de agosto de 2015, seguido por el estreno oficial el 14 de septiembre. En España, la serie se estrenó en Disney XD el 24 de octubre de 2015.
Las primeras imágenes del show fueron dadas a conocer al público en Mercury Filmworks 2014 Demo Reel. El programa fue creado por Daron Nefcy (exalumna de CalArts y antigua revisionista de storyboards en Galaxia Wander y Robot and Monster), quien es la segunda mujer en crear una serie animada para Disney Television Animation (la primera sería Sue Rose, quién creó Pepper Ann) y, también, la primera mujer en crear una serie para Disney XD. Dave Wasson trabajaría como director y Jordana Arkin como editora de historia de la serie, mientras que los dos, a la vez, producirían co-ejecutivamente la serie animada.
El 12 de febrero de 2015, tras la reacción positiva de la audiencia en el estreno del show en Disney Channel, la serie fue renovada para una segunda temporada la cual se estrenó el 11 de julio de 2016; igualmente el 4 de marzo de 2016 se confirmó la tercera temporada que fue estrenada el 15 de julio de 2017. La cuarta y última temporada fue confirmada el 28 de febrero de 2017, la cual se estrenó el 10 de marzo de 2019 y que a diferencia de las otras tres temporadas, contó con estrenos simultáneos tanto en Disney Channel como en Disney XD.

## Sinopsis
Star Butterfly es la princesa adolescente del reino mágico de Mewni en otra dimensión; sin embargo, lejos de ser el típico estereotipo de la dulce princesa mágica, Star disfruta meterse en problemas, involucrarse en peleas de puños y luchar contra monstruos por diversión. El día que cumple catorce años le es heredada, por su madre, la varita mágica real, un artefacto de enorme poder que solo las mujeres de su familia han poseído por generaciones.
A pesar de las expectativas de su familia, Star deja en claro, desde el primer momento, que con este objeto en sus manos los problemas que causa solo aumentarán, por lo que sus padres deciden enviarla a nuestra dimensión para que entrene y se familiarice con los poderes de la varita. Una vez en la Tierra, es matriculada en la secundaria de Echo Creek y albergada en casa de la familia Díaz, en calidad de estudiante de intercambio.
Aquí conocerá a Marco Díaz, hijo de su familia de acogida y compañero de salón, quien se transforma en su confidente compañero de aventuras, e intenta ser su voz de la razón. Juntos continúan luchando contra villanos a lo largo de diferentes universos y en la secundaria, para proteger la varita mágica de Star, la cual aún debe aprender a manejar y, al mismo tiempo, experimenta que tan diferente es la vida en la Tierra al mundo mágico medieval donde nació.

## Personajes

### Personajes principales
- Star Butterfly: Es la princesa mágica adolescente de otra dimensión.[12] Ella es enviada a la Tierra para vivir con la familia Díaz, con el objetivo de controlar y aprender sobre la varita mágica de su familia. Tiene 15 años (los cumple en la tercera temporada), y se muestra como una princesa extremadamente opuesta a las princesas convencionales, debido al hecho de que pelea contra monstruos y se sobresalta con mucha facilidad. Usando su varita, puede hacer realidad cualquier pensamiento que se le pase por la cabeza; sin embargo, aún tiene que aprender a usarla. En la Tierra, no está muy acostumbrada a la vida normal que domina la sociedad. Debido a esta situación, Marco la ayuda a adaptarse.[13] Ella es hija única, por lo que heredaría el trono de Mewni en algunos años, y eso la incomoda un poco. Su interés amoroso es Oskar Greason, aunque, a partir del capítulo Sleepover, se revela que Star está enamorada de Marco, así como se confirma en el capítulo Bon Bon, the Birthday Clown, donde se pone celosa. En Face The Music, Ruberiot revela que Star ha estado enamorada de Marco desde hace mucho tiempo. Y, en el episodio final de la segunda temporada Starcrushed, decide revelar sus sentimientos hacia Marco, ya que debía abandonar la Tierra y no deseaba separarse de él sin decirlo. En la tercera temporada, vuelve a ser la novia de Tom. En la cuarta temporada, Star emprende un viaje épico para recuperar a su madre. Además de que, en los últimos episodios, se hace novia de Marco Díaz.
- Marco Díaz: Es el hijo adolescente de la familia Díaz. Además, es un personaje latino por ser un ciudadano mexicano-estadounidense. Tiene 15 años (los cumple en la tercera temporada). Cuando Star llega a la Tierra, ella lo lleva a aventuras para pelear contra villanos malvados. Aunque Marco se refiere así mismo como un "chico malo", sus compañeros están de acuerdo con que no hay nadie más responsable y poco osado en todo el colegio que él. Es obsesivo con el orden, tiene un corazón para el bien y siempre está dispuesto a ayudar a Star. Aunque en un principio parece ser un chico débil y reservado, tras la primera incursión de los monstruos en la ciudad, demuestra de inmediato ser extremadamente bueno en karate, al punto de poder pelear con ellos solo con sus puños, lo que hace que, a partir de ese momento, él y Star congenien y se aprecien.[13] Con ayuda de Star, se vuelve una persona más abierta hacia los demás, mientras que él la ayuda a acostumbrarse a la vida en el planeta Tierra. Su interés amoroso era Jackie Lynn Thomas, la cual se empezó a interesar en Marco en el capítulo Sleepover, y lo demuestra en los capítulos Naysaya, Bon Bon, the Birthday Clown y Starcrushed. Sin embargo, cortó con ella en el capítulo Bajón de segundo año para mudarse a Mewni. Ahora es el escudero de Star. Además de que, en los últimos episodios, se hace novio de Star Butterfly.

### Personajes secundarios
- Pony Head (Cabeza Pony en España): Es una cabeza de unicornio flotante, quien es la mejor amiga de Star en su dimensión natal. Usualmente, su carácter rebelde le es mala influencia, ya que puede que sea la causa de la actitud exaltada de Star. Es muy alocada, y aunque en un principio odiaba a Marco por querer ella ser la única mejor amiga de Star, la relación entre ellos mejora cuando Pony Head es salvada del Reformatorio St. Olga (lugar donde fue enviada por su padre para convertirla en una princesa modelo). En la tercera temporada, pierde su cuerno por culpa de Meteora, por lo que empieza a usar uno que le fabrican con una impresora 3D.
- Tom Lucitor: Es un demonio de tres ojos, quien fue el novio de Star y es temido en su dimensión de monstruos y demonios. Tiene muy poca paciencia y, casi siempre, acaba yendo a terapia. Se cree que por ello Star terminó con él. Durante la segunda temporada, hace las paces con Marco y se vuelven amigos. Y, a partir de la tercera temporada, logra volver a ser el novio de Star; sin embargo, él rompió con ella en los últimos episodios, aceptando el amor que ella tenía por Marco.
- Kelly: Es una de las amigas interdimensionales de Star, que pelea constantemente con su exnovio Tad. Se muestra muy hábil en el uso de combate con espadas y es amante de los Salchiduendes.
- Reina Moon Butterfly: Es la madre de Star y la reina de Mewni. Ella previamente poseía la varita real antes de que se la entregara a su hija. Es bastante estricta con su hija; aun así, la quiere mucho y se preocupa por su bienestar. En la tercera temporada, se revela que cuando era joven hizo frente a numerosos villanos, entre ellos, Toffee. Proviene de un largo linaje de nobles.
- Glossaryck: Es un ser mágico azul de pequeño tamaño, de frente grande con una joya incrustada en la cabeza, labios rosados, ojos en forma de diamante color violeta, seis dedos en cada mano, barba blanca y túnica amarillo claro. Su trabajo es proteger los secretos del Manual de Instrucciones Mágicas y ayudar a princesas cuando presentan problemas. Adora el pudín y, en ocasiones, es despreocupado en hacer sus cosas personales en frente de la gente, como bañarse o depilarse. Muere, pero Star lo resucita.
- Rey River Johansen: Es el padre de Star y el rey de Mewni. De él vienen los rasgos y comportamiento de Star en luchar contra monstruos, pero a la vez puede descontrolarse. Su familia, a diferencia de su esposa, son guerreros con actitudes bárbaras y salvajes, mostrando una locura casi maniática en combatir contra monstruos.
- Buff Frog (Sapo Toro en Hispanoamérica y Muscu Rana en España): Es un esbirro de Ludo. Su nombre real es Yvgeny Bulgoyaboff, pero Ludo y sus compañeros nunca se han interesado lo bastante como para enterarse. Es leal, orgulloso y con fama de poco inteligente, a pesar de que es el único que logró ver las verdaderas intenciones de Toffee. Él fue quien descubrió que Star fue enviada a vivir a la Tierra sin escoltas y, por lo general, está trepado en el árbol del patio de la familia Díaz, desde donde vigila los movimientos de la princesa. Tras comenzar a sospechar de las intenciones de Toffee, Ludo lo culpa del fracaso de una misión y lo despide, sin saber que Toffee lo había saboteado para hacerlo lucir como un inepto. Durante el secuestro de Marco, Ludo, buscando disculparse, le regala un puñado de renacuajos que adopta como sus hijos; actualmente, cuida de ellos, y esto lo inspira a ayudar a Star en el rescate del muchacho. A partir de entonces, los tres son grandes amigos y se ofrecen apoyo cuando lo necesitan. En el capítulo Es otro misterio, se marcha de Mewni.
- Jackie Lynn Thomas: Es la exnovia de Marco y estudiante de la Academia Echo Creek, que le gusta el skateboard y la diversión; le fascina la música de Love Sentence, al igual que Star y Marco. Jackie suele vestirse con ropa de verano, unas medias blancas y zapatillas deportivas. Y, también, ella cuenta con varios pírsines por cada lado de sus orejas. Marco estaba enamorado de ella desde pequeño, pero este apenas podía entablar unas palabras con ella. Desde niños, ella y Marco se saludaban todas las mañanas, asintiendo con la cabeza.
- Janna Ordonia: Es una estudiante de la Academia Echo Creek. Es una adolescente amante de la rareza, que puede ser bastante traviesa. Siente un gran interés hacia las cosas mágicas y espeluznantes, y muestra interés por el manual de la varita mágica de Star, ya que cree que se trata de un libro de hechizos. Es muy audaz para obtener lo que quiere y, en muchas ocasiones, molesta a Marco. En varias ocasiones, se demuestra que tiene amplios conocimientos sobre magia negra y fenómenos paranormales. Su comportamiento causa confusión, pues en ocasiones se le ha visto un interés hacia Marco, y celos hacia Jackie.
- Rafael Díaz: Es el padre de Marco. Es un hombre con aspecto mexicano, que le gustan los cachorros y cantar ópera en la ducha; tiene una opinión positiva para todo lo que ve, por lo que las ocurrencias de Star jamás lo molestan. En España, el actor de voz simula un acento argentino en el personaje.
- Angie Díaz: Es la madre de Marco. Al igual que su esposo, le gustan los cachorros, y es una persona alegre y optimista. En la tercera temporada, estaba embarazada de su segundo hijo, Marco Jr. Sin embargo, en la cuarta temporada, resultó ser una niña, la cual nombraron Mariposa, en honor a Star.
- Star Fan 13: Es la fiel seguidora de Star y una de sus inseparables amigas. Usa lentes y frenos; le gusta imitar a Star luciéndose con una falsa diadema de cuernos y vestuarios similares a los de ella, hasta el punto de maquillar sus mejillas en forma de corazón. Aparece por primera vez en el episodio Brittney's Birthday Party.
- Tad: Es el exnovio de Kelly, a quien la acosa constantemente para poder reconciliarse con ella. Tiene el aspecto de un arbusto color turquesa y, por lo general, tiende a ser un poco holgazán y desordenado.
- Ruberiot: Es un músico-poeta de Mewni, quien reveló, a través de una canción, los secretos de la familia Butterfly ante el público (además de mencionar que Star estaba enamorada de Marco Díaz). Está casado con Bufón.
- Oskar Greason: Es un estudiante de la Academia Echo Creek, el cual, según el director Skeeves, tiene un "historial". A Oskar le encanta tocar el keytar, pero toca tan mal, que al escucharlo hace que la gente enloquezca y se tape los oídos por el ruido, excepto Star, quien lo ve como una muestra de su genialidad. Además, en un principio, ella estaba enamorada de él.
- Ferguson O'durguson: Es un estudiante de la Academia Echo Creek, quien también es uno de los mejores amigos de Marco y Alfonzo. Ferguson es un tipo gordo, pelirrojo y tiene una actitud desagradable hacia las mujeres.
- Alfonzo Dolittle: Es uno de los mejores amigos de Marco y Ferguson, quien también estudia en la Academia Echo Creek. Es caracterizado por ser algo crédulo, y usa lentes y frenos.
- Sensei Brantley: Es un maestro de artes marciales, quien enseña a Marco y los demás alumnos las técnicas de Karate y Tso Kune Do. En la segunda temporada, se revela que él jamás había ganado por mérito una cinta roja, pero, finalmente, logra obtenerla gracias a las persistencias que tenía Marco para ganarse una también. Tiene alrededor de 23 años y vive en la casa de su madre. Es un poco despreocupado para mantener las cosas en orden dentro del hogar.
- Jeremy Birnbaum: Es el rival de karate de Marco, a pesar de ser menor que él. Marco lo odia porque, al pertenecer a una familia adinerada, se le hace fácil conseguir equipo deportivo y, además, no le gusta ayudar en casi nada. Jeremy se comporta sumamente presumido ante Marco.
- Brian: Es el terapeuta personal de Tom. Cada vez que Tom se enfurece y trata de liberar su ira, él aparece y trata de calmarlo con un conejo o de algún modo terapéutico.
- Sr. Candle: Es el consejero de la Academia Echo Creek, y fue contratado por Tom para averiguar si Star y Marco eran novios.
- Sir Lavabo: Es un caballero encargado de la lavandería del Castillo Butterfly. Es muy responsable con su labor, que ha jurado cumplir con su trabajo aunque su vida se encuentre en peligro. Al igual que el reinado Butterfly, él heredó esta responsabilidad de parte de su familia y el puesto es vitalicio.
- Baby: Es una pequeña gata con alas que se encarga de supervisar y evaluar la magia de todas las princesas descendientes de Mewni (especialmente la de Star). Tiene una actitud serena e indiferente ante cualquier evento, sea negativo o no; y, en raras ocasiones, ella llega a ser extremadamente temperamental, hasta el punto de gritarles a quienes tenga cerca. A Baby le gusta devorar todo tipo de bocado que encuentra, aunque sea comida ajena.
- Manfred: Es uno de los servidores del Castillo Butterfly, y toma el papel de anunciar los eventos más importantes de Mewni. Tiene sus propias tijeras interdimensionales.
- Miss Skullnick (Señorita Calavera en Hispanoamérica y Señorita Espantos en España): Es una profesora de la Academia Echo Creek, que tiene un corto temperamento porque, según ella misma, es una mujer soltera de cincuenta años, lo que la hace ser amargada. Es transformada accidentalmente en un trol por Star. Durante un viaje de estudios a un museo en otra dimensión, descubre que los troles no solo son una raza fuerte y ruda, sino también muy longeva; por lo que, desde esa perspectiva, ella aún es una adolescente, y gracias a eso, ha comenzado a apreciar más su nueva vida.
- Director Skeeves: Es el director de la Academia Echo Creek. Es materialista y no muy honesto, ya que en varias ocasiones se ha apropiado dinero del colegio para uso personal, incluyendo el cofre del tesoro que los padres de Star donaron a la escuela secundaria para que admitieran a su hija.
- Brittney Wong: Es una estudiante de la Academia Echo Creek, que es la capitana del equipo de porristas, y es caracterizada por ser muy caprichosa y mandona. Odia a Star porque ella le hace quitar popularidad y fama en la secundaria. Se sabe que su padre es multimillonario y, a veces, le da dinero para llevar a cabo varios proyectos.
- Rey Pony Head: Es el rey de la dimensión Pony Head en los cielos de Mewni, y el padre de la princesa heredera Pony Head.
- Géminis: Es el fiel ayudante de la señorita Heinous/Meteora en el Reformatorio de St. Olga para princesas caprichosas y/o rebeldes. Es bien intencionado y contribuye con ideas para su jefa en ciertos planes, aunque en muchas ocasiones, esta los rechaza.
- Rasticore: Es un lagarto humanoide proveniente de Septarsis, que usa prótesis robóticas en su brazo y ojo izquierdos. Fue aliado de Toffee en el pasado, pero luego fue contratado por Miss Heinous para eliminar de una vez por todas a Marco y Star.
- Ben Fontino: Es un duende que vive dentro de la cabina de fotos de Pony Head, y se encarga de que esta tenga un buen y correcto funcionamiento.
- Milly: Fue la dueña del Rebonubes. Actualmente se encuentra cerrado, ya que Milly está en una avanzada edad y no puede continuar realizando fiestas.
- Dennis Avarius: Es el hermano menor de Ludo, que busca desesperadamente traerlo de vuelta a su hogar. Posee un libro de lugares interdimensionales y unas tijeras mágicas. Apareció por primera vez en Face The Music.
- Cachorros Láser: Son una camada de cachorros creados por Star el día que llegó a la Tierra, como regalo para la familia Díaz por haberla acogido. Como su nombre indica, disparan láseres de sus ojos sin detenerse ni poder controlarlo.
- Eclipsa Butterfly: Antigua reina de Mewni desde hace años. Conocida como la "Reina de la Oscuridad" al realizar hechizos de magia negra y crear su Capítulo Prohibido, fue capturada y cristalizada por el Alto Comité de Magia, hasta que un trato que hizo con Moon le dio la oportunidad de ser libre. La Reina Moon y el Comité querían volverla a cristalizar, pero Star se interpone y la perdonan bajo vigilancia. Eclipsa posee un corazón bondadoso, especialmente hacia Star. Se escapó de Mewni con el monstruo Globgor y tuvieron una hija, Meteora.
- Mariposa Díaz: Es la hermana de Marco Díaz. Aparece por primera vez en la cuarta temporada, y se convierte en la mejor amiga de Meteora, quien le pide a Star y Marco que le prometan que crecerán juntas.

### Antagonistas
- Ludo Avarius: Es el villano de la primera temporada, aunque se demuestra que es bastante inepto. Él planea robar la varita de Star para así tener el control total del universo. Es bastante torpe e infantil, razón por la cual es despojado de su mandato y reemplazado por Toffee. En la segunda temporada, inmerso en la ruina total, Ludo empieza a adquirir mayor fuerza e intenta controlar a varios seres (como una araña gigante y un águila), pero tras obtener la otra mitad de la varita de Star, termina siendo consumido por el poder de esta, y cada vez va adquiriendo conocimientos sobre su uso. Después de lo ocurrido en "The Battle for Mewni", decidió regresar al vacío. Posteriormente, en otra dimensión construyó un hogar con basura, donde vivió un corto tiempo y, aparentemente, aún guardando rencor a Star y Marco. Finalmente, regresa y reconstruye el castillo de sus padres, que quedó destruido al final de la primera temporada, para quedarse con su hermano menor Dennis, dejando atrás sus deseos de obtener la varita de Star y, por el contrario, volverse su amigo.
- Toffee: Es el villano de la segunda temporada y principio de la tercera. Es un lagarto humanoide con traje de abogado, con una extraordinaria inteligencia y puede regenerarse ante fuertes ataques, cosa que lo hizo llamarse "monstruo inmortal". Su objetivo es destruir la varita de Star, con la intención de acceder a la magia misma, para así corromperla y vengarse de los Butterfly. Por su culpa, se partió la varita en dos, teniendo una parte Star y la otra Ludo. A pesar de sus poderes regenerativos, le falta el dedo medio de su mano derecha, herida que no parece cicatrizar, ya que está fresca en todo momento; el que no pueda o no quiera sanar esta lesión se debe a un hechizo que Moon usó cuando se enfrentó a él ya hace muchos años. Esto se dio a conocer en la segunda temporada. Posteriormente, se descubre que ya había tenido conflictos con la familia Butterfly. Al final de "The Battle for Mewni", es derrotado por Star y asesinado por Ludo.
- Miss Heinous/Meteora Butterfly: Es la villana de la tercera temporada y se muestra como una híbrida de la raza mewhumana y monstruo, quien anteriormente era la directora del Reformatorio de St. Olga; pero fue despedida y después se fue a vivir a una dimensión desconocida dentro de su coche. Al saber que ella es una hija de las Butterfly, estando equivocada con sus acciones y su deseo, intenta tomar violentamente el trono de Mewni usando su fuerza y magia heredadas de sus padres, incluso traicionando a sus amigos y familia, y desatando el miedo y la guerra en Mewni para lograrlo y convertirse en reina. Antes de conseguirlo, es derrotada por su madre Eclipsa y, luego, convertida en bebé de nuevo.
- Mina Loveberry: Es una ex-guerrera de Mewni y la villana de la cuarta temporada, que participó en un enfrentamiento contra Toffee y, más adelante, pierde la cordura. Intentó liquidar a Meteora por ser mitad monstruo, pero fue detenida a tiempo por Star. Ella posee dos coletas similares a las del personaje Sailor Moon, siendo esto una parodia de la serie homónima

## Reparto
| Personajes         | Personajes         | Actor de voz             |
| Hispanoamérica     | España             | Actor de voz             |
| ------------------ | ------------------ | ------------------------ |
| Star Butterfly     | Star Butterfly     | Eden Sher                |
| Marco Díaz         | Marco Díaz         | Adam McArthur            |
| Pony Head          | Cabeza Pony        | Jenny Slate              |
| Tom Lucitor        | Tom Lucitor        | Rider Strong             |
| Moon Butterfly     | Moon Butterfly     | Grey Griffin             |
| River Johansen     | River Johansen     | Alan Tudyk               |
| Glossaryck         | Glossaryck         | Jeffrey Tambor           |
| Glossaryck         | Glossaryck         | Keith David              |
| Sr. Díaz           | Sr. Díaz           | Artt Butler              |
| Angie Díaz         | Angie Díaz         | Nia Vardalos             |
| Ludo Avarius       | Ludo Avarius       | Alan Tudyk               |
| Sapo Toro          | Muscu Rana         | Fred Tatasciore          |
| Jackie Lynn Thomas | Jackie Lynn Thomas | Grey Griffin             |
| Janna Ordonia      | Janna Ordonia      | Abby Elliott             |
| Kelly              | Kelly              | Dana Davis               |
| Toffee             | Toffee             | Michael C. Hall          |
| Meteora Butterfly  | Meteora Butterfly  | Jessica Walter           |
| Eclipsa Butterfly  | Eclipsa Butterfly  | Esmé Bianco              |
| Globgor            | Globgor            | Jaime Camil              |
| Hekapoo            | Hekapoo            | Zosia Mamet              |
| Rhombulus          | Rhombulus          | Kevin Michael Richardson |
| Omnitraxus Prime   | Omnitraxus Prime   | Carl Weathers            |
| Mina Loveberry     | Mina Loveberry     | Amy Sedaris              |
| Fan de Star 13     | Fan de Star 13     | Daron Nefcy              |

## Episodios
| Temporada | Temporada | Episodios | Estados Unidos                                                 | Estados Unidos           | Latinoamérica          | Latinoamérica        | España                  | España                  |
| Temporada | Temporada | Episodios | Comienzo                                                       | Final                    | Comienzo               | Final                | Comienzo                | Final                   |
| --------- | --------- | --------- | -------------------------------------------------------------- | ------------------------ | ---------------------- | -------------------- | ----------------------- | ----------------------- |
|           | 1         | 13 (24)   | 18 de enero de 2015 (preestreno) 30 de marzo de 2015 (estreno) | 21 de septiembre de 2015 | 22 de agosto de 2015   | 13 de junio de 2016  | 24 de octubre de 2015   | 16 de abril de 2016     |
|           | 2         | 22 (41)   | 11 de julio de 2016                                            | 27 de febrero de 2017    | 5 de diciembre de 2016 | 7 de agosto de 2017  | 6 de febrero de 2017    | 22 de junio de 2017     |
|           | 3         | 21 (38)   | 15 de julio de 2017                                            | 7 de abril de 2018       | 21 de octubre de 2017  | 21 de agosto de 2018 | 24 de noviembre de 2017 | 9 de noviembre de 2018  |
|           | 4         | 21 (37)   | 10 de marzo de 2019                                            | 19 de mayo de 2019       | 1 de julio de 2019     | 24 de abril de 2020  | 29 de abril de 2019     | 31 de diciembre de 2019 |

## Premios y nominaciones
| Año  | Premiación                  | Categoría                                              | Recibidor                   | Resultado |
| ---- | --------------------------- | ------------------------------------------------------ | --------------------------- | --------- |
| 2016 | Annie Awards                | Mejor animación de TV (audiencia para niños)           | Blood Moon Ball             | Nominado  |
| 2016 | Annie Awards                | Mejor guion (en una producción televisiva)             | Storm the Castle            | Nominado  |
| 2016 | Annie Awards                | Mejor interpretación de voz (producción animada de TV) | Alan Tudyk por "Ludo"       | Nominado  |
| 2017 | Kids Choice Awards Colombia | Mejor serie de animación                               | Star vs las fuerzas del mal | Nominado  |
| 2018 | Premios Emmy                | Diseño de colores                                      | Michelle Park               | Ganador   |
| 2018 | Kids' Choice Awards México  | Mejor serie de animación                               | Star vs las fuerzas del mal | Nominado  |
| 2019 | Kids Choice Awards México   | Mejor serie de animación                               | Star vs las fuerzas del mal | Nominado  |
| 2019 | Premios Annie               | Mejor Guion (en una producción televisiva)             | Conquista                   | Nominado  |
| 2019 | Premios Annie               | Mejor storyboard (en una producción televisiva)        | Amigos de cabina            | Nominado  |

El episodio "Party with a Pony" fue exhibido en el Festival de Annecy Internacional de Cine de Animación en junio de 2015.

## Productos
- Una serie de cómics bajo el nombre de Deep Trouble fue escrita por el dibujante de storyboards Zach Marcus, e ilustrada por Devin Taylor, ambos formando parte del equipo de la producción de Star vs. the Forces of Evil. Estos libros eran lanzados mensualmente por el editorial Joe Books, desde septiembre de 2016. Hasta la fecha, se han dejado de publicarlas debido a que la mayoría de sus compradores subían los cómics en las diferentes redes sociales. No existe un lanzamiento oficial de estos en Latinoamérica.
- Se incluye también la publicación de una novela gráfica, basada en la serie de Star vs. the Forces of Evil.
- El libro Star and Marco's Guide to Mastering Every Dimension, escrito por Amber Benson y el productor supervisor Dominic Bisignano, fue publicado el 7 de marzo de 2017.[16]
- A inicios de 2018, se lanzó una colección de tarjetas sobre Las Reinas de Mewni, las cuales estuvieron repartidas de forma individual en diferentes países.
- En septiembre de 2018 se publicó el libro The Magic Book of Spells, escrito por la creadora de la serie Daron Nefcy, por Amber Benson y por Dominic Bisignano, con ilustraciones de Daron Nefcy y Devin Taylor, el cual está inspirado en el Libro de Hechizos de la serie animada y que a la vez entrega un contexto más amplio de las Reinas de Mewni.